# Langue des signes jamaïcaine
La langue des signes jamaïcaine (en anglais : Jamaican Sign Language, JSL), est la langue des signes utilisée par les personnes sourdes et leurs proches en Jamaïque.

## Caractéristiques
La JSL est similaire à la langue des signes américaine, avec des influences de l'anglais signé (en).